# Николаева, Анастасия Сергеевна
Анастасия Сергеевна Николаева (род. 24 сентября 1995, Самара) — российская легкоатлетка, специализирующаяся в беге на короткие дистанции и с барьерами. Четырёхкратная чемпионка России (2015, 2017, 2019). Двукратная чемпионка России в помещении (2017, 2020). Мастер спорта России международного класса.

## Биография и карьера
Родилась 24 сентября 1995 года в Самаре. Тренировалась в СДЮСШОР № 2, ГБУ МО «ЦОВС», ГБУ МО «СШОР» под руководством В. М. Маслакова, Н. М. Жуликова, И. Ю. Ивановой. Выступает за ЦСКА.
Окончила Российский государственный университет физической культуры, спорта, молодёжи и туризма.
В 2015 году победила на чемпионате России в эстафете 4×100 м. В 2017 году победила на чемпионатах России в помещении и на стадионе, получила звание «Мастер спорта России международного класса».
В 2019 году победила на чемпионате России в беге на 100 метров с барьерами. В 2020 году победила на чемпионате России в помещении в беге на 60 метров в барьерами.

## Основные результаты

### Международные
| Год  | Соревнования                                | Место проведения   | Дистанция    | Место   | Результат |
| ---- | ------------------------------------------- | ------------------ | ------------ | ------- | --------- |
| 2011 | Чемпионат мира среди юношей                 | Лилль, Франция     | 100 м с/б    | 15 (sf) | 14,18     |
| 2011 | Европейский юношеский Олимпийский фестиваль | Трабзон, Турция    | эст. 4×100 м | 3       | 46,58     |
| 2012 | Чемпионат мира среди юниоров                | Барселона, Испания | 100 м с/б    | 18 (sf) | 14,04     |
| 2014 | Чемпионат мира среди юниоров                | Юджин, США         | 100 м с/б    | 12 (sf) | 13,51     |

### Национальные
| Год  | Соревнования                 | Место проведения | Дистанция    | Место | Результат |
| ---- | ---------------------------- | ---------------- | ------------ | ----- | --------- |
| 2015 | Чемпионат России             | Чебоксары        | эст. 4×100 м | 1     | 45,02     |
| 2015 | Чемпионат России             | Чебоксары        | 100 м        | 17    | 11,75     |
| 2015 | Чемпионат России             | Чебоксары        | 100 м с/б    | 6     | 13,32     |
| 2016 | Чемпионат России в помещении | Москва           | 60 м с/б     | 3     | 8,22      |
| 2016 | Чемпионат России             | Чебоксары        | 100 м с/б    | 6     | 13,66     |
| 2017 | Чемпионат России в помещении | Москва           | 60 м с/б     | 1     | 8,15      |
| 2017 | Чемпионат России             | Жуковский        | 100 м с/б    | 1     | 13,05     |
| 2017 | Чемпионат России             | Жуковский        | эст. 4×100 м | 1     | 44,88     |
| 2018 | Чемпионат России в помещении | Москва           | 60 м с/б     | 5     | 8,29      |
| 2018 | Чемпионат России             | Чебоксары        | 100 м с/б    | 6     | 13,51     |
| 2019 | Чемпионат России в помещении | Москва           | 60 м с/б     | 2     | 8,20      |
| 2019 | Чемпионат России             | Чебоксары        | 100 м с/б    | 1     | 13,33     |
| 2020 | Чемпионат России в помещении | Москва           | 60 м с/б     | 1     | 8,19      |
| 2021 | Чемпионат России в помещении | Москва           | 60 м с/б     | 3     | 8,33      |